# Dionysia zagrica
Dionysia zagrica är en viveväxtart som beskrevs av Christopher Grey-Wilson. Dionysia zagrica ingår i dionysosvivesläktet som ingår i familjen viveväxter. Inga underarter finns listade i Catalogue of Life.

## Bilder

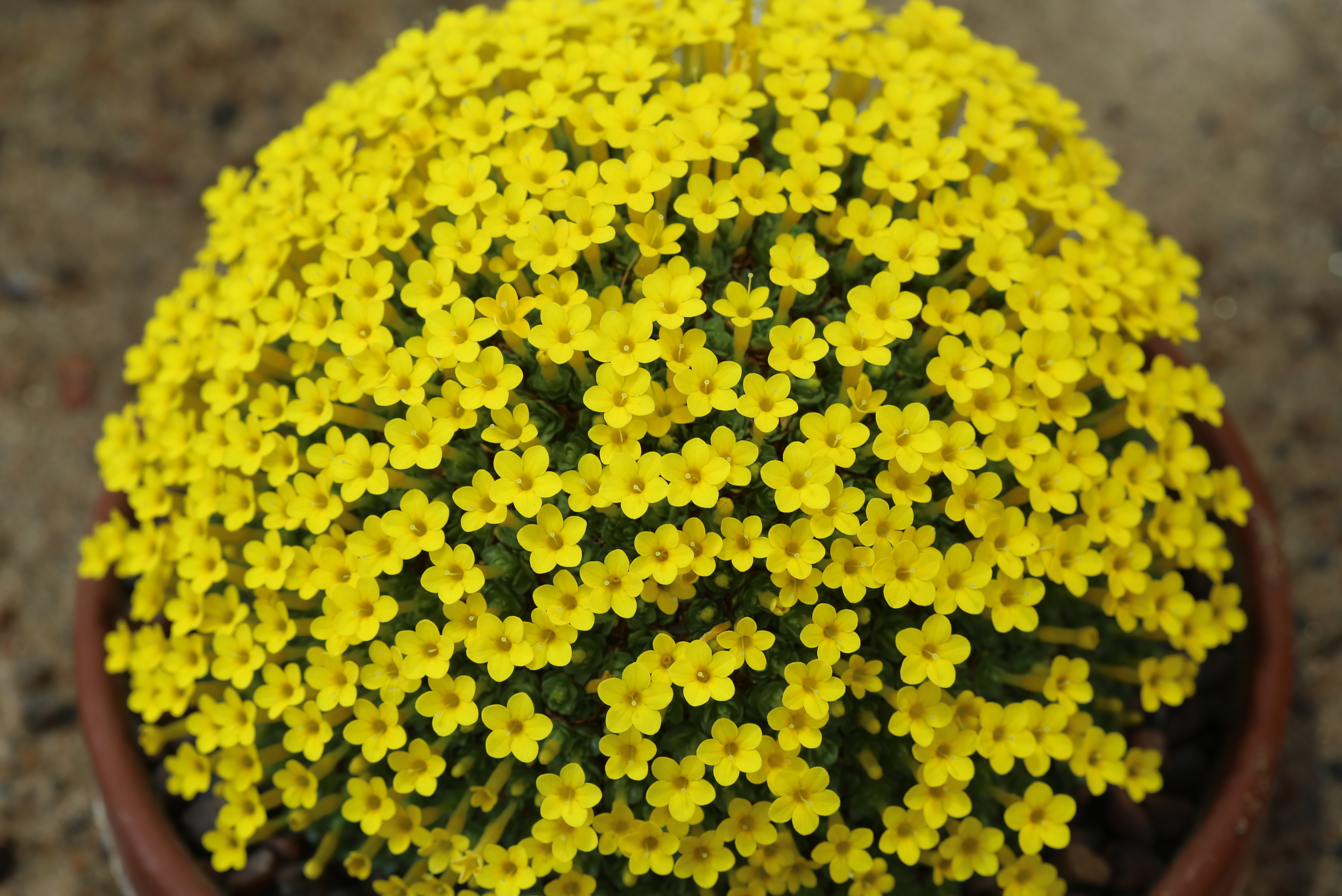
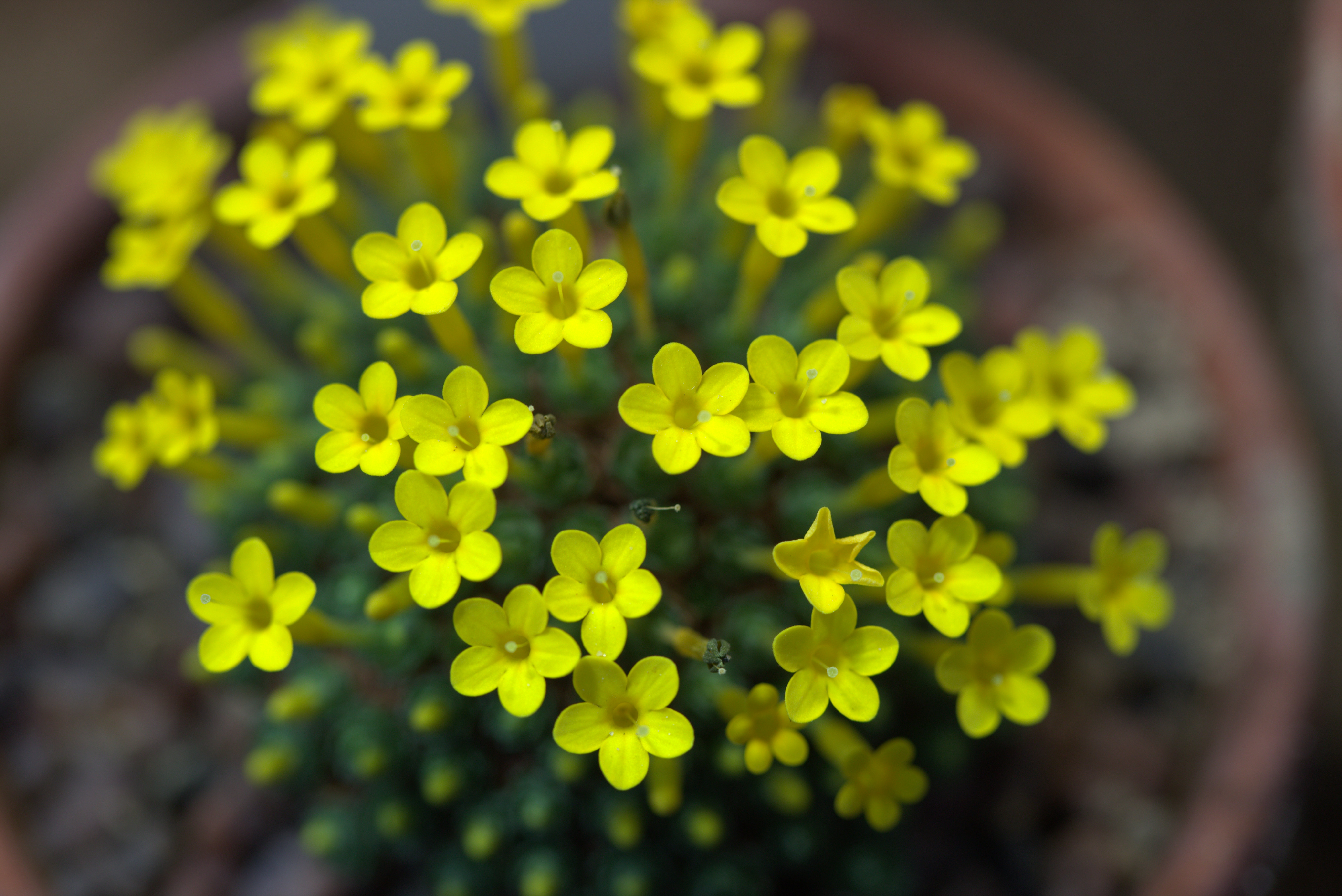
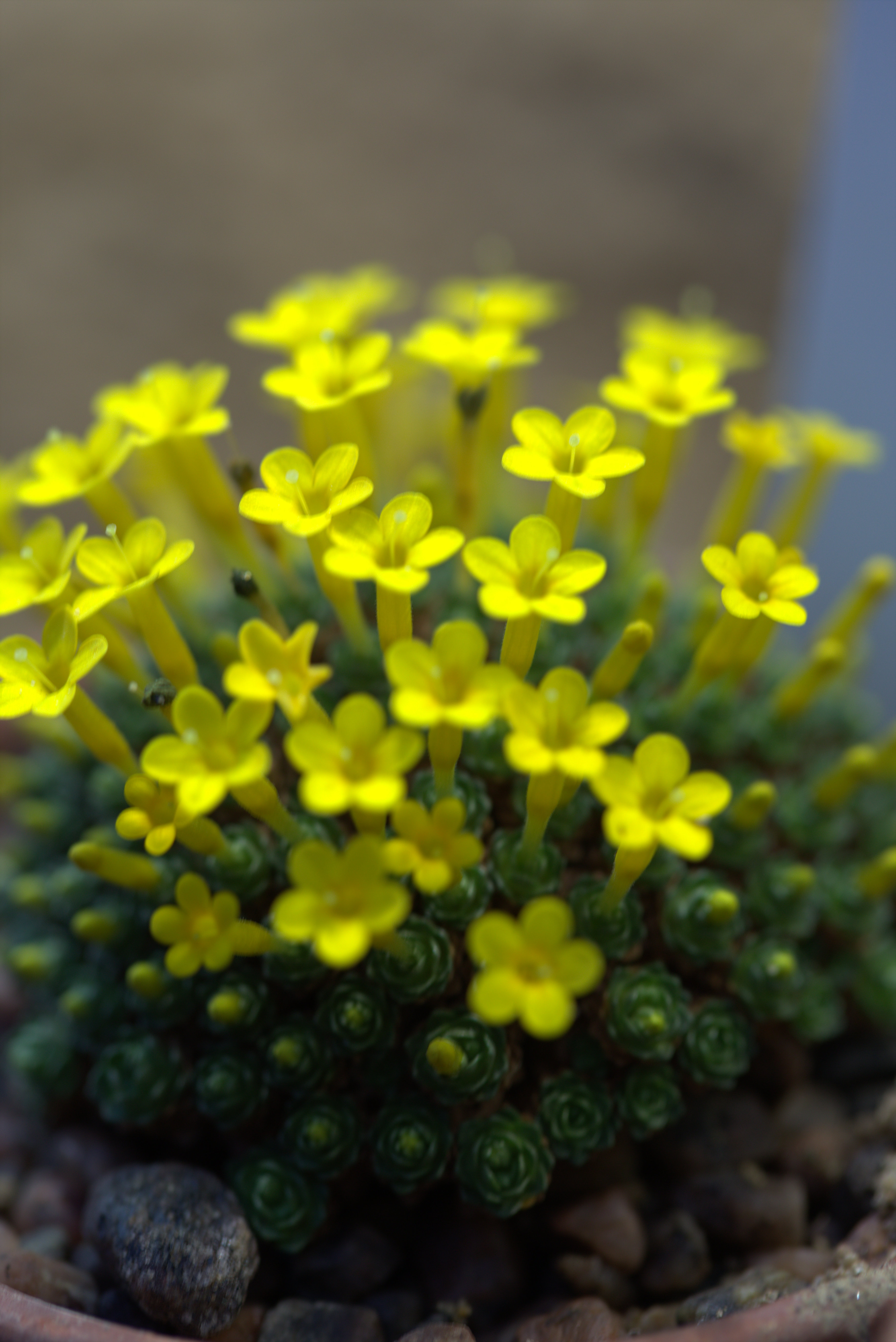